# Alpen Cup w kombinacji norweskiej 2017/2018
Alpen Cup w kombinacji norweskiej 2017/2018 to kolejna edycja tego cyklu zawodów. Rywalizacja rozpoczęła się 9 września 2017 r. w szwajcarskim Kanderstegu, a zakończyła się 11 marca 2018 we francuskim Chaux-Neuve.
Zawody były rozgrywane w Szwajcarii, Niemczech, Austrii, Słowenii i Francji.
Tytułu z poprzedniej edycji bronił Włoch Aaron Kostner. W tym sezonie natomiast najlepszy okazał się Austriak Johannes Lamparter.

## Kalendarz i wyniki
| Lp. | Data             | Miejscowość | Dystans               | 1. miejsce                                                                         | 2. miejsce                                                            | 3. miejsce                                                                         |
| --- | ---------------- | ----------- | --------------------- | ---------------------------------------------------------------------------------- | --------------------------------------------------------------------- | ---------------------------------------------------------------------------------- |
| 1.  | 9 września 2017  | Kandersteg  | Gundersen HS106/10 km | Florian Dagn                                                                       | Simon Hüttel                                                          | Dominik Terzer                                                                     |
| 2.  | 10 września 2017 | Kandersteg  | Gundersen HS106/5 km  | Lilian Vaxelaire                                                                   | Simon Hüttel                                                          | Manuel Einkemmer                                                                   |
| 3.  | 23 września 2017 | Winterberg  | Gundersen HS87/10 km  | Justin Moczarski                                                                   | Dominik Terzer                                                        | Giulio Bezzi                                                                       |
| 4.  | 24 września 2017 | Winterberg  | Gundersen HS87/5 km   | Justin Moczarski                                                                   | Theo Rochat                                                           | Aaron Kostner                                                                      |
| 5.  | 16 grudnia 2017  | Seefeld     | Gundersen HS109/10 km | Ondrej Pazout                                                                      | Florian Dagn                                                          | Jan Vytrval                                                                        |
| 6.  | 17 grudnia 2017  | Seefeld     | Gundersen HS109/10 km | Edgar Vallet                                                                       | Manuel Einkemmer                                                      | Gasper Brecl                                                                       |
| 7.  | 13 stycznia 2018 | Schonach    | Gundersen HS106/10 km | Mika Vermeulen                                                                     | Maximilian Pfordte                                                    | Mael Tyrode                                                                        |
| 8.  | 13 stycznia 2018 | Schonach    | HS106/5 km            | Odwołano                                                                           | Odwołano                                                              | Odwołano                                                                           |
| 8.  | 14 stycznia 2018 | Schonach    | Gundersen HS106/5 km  | Mika Vermeulen                                                                     | Samuel Mraz                                                           | Johannes Lamparter                                                                 |
| 9.  | 17 lutego 2018   | Baiersbronn | Gundersen HS90/10 km  | Johannes Lamparter                                                                 | Jan Vytrval                                                           | Edgar Vallet                                                                       |
| 10. | 18 lutego 2018   | Baiersbronn | Gundersen HS90/5 km   | Florian Dagn                                                                       | Johannes Lamparter                                                    | Tim Kopp                                                                           |
| 11. | 24 lutego 2018   | Planica     | Gundersen HS102/5 km  | Johannes Lamparter                                                                 | Stefan Rettenegger                                                    | Manuel Einkemmer                                                                   |
| 12. | 25 lutego 2018   | Planica     | HS80/3x3.3 km         | Austria Stefan Rettenegger · Fabian Hafner · Manuel Einkemmer · Johannes Lamparter | Niemcy Jan Andersen · Andreas Schwarz · Jonas Jäkle · Christian Frank | Włochy Iacopo Bortolas · Gabriele Monteleoni · Stefano Radovan · Domenico Mariotti |
| 13. | 10 marca 2018    | Chaux-Neuve | Gundersen HS118/10 km | Johannes Lamparter                                                                 | Simon Hüttel                                                          | David Mach                                                                         |
| 14. | 11 marca 2018    | Chaux-Neuve | Gundersen HS118/5 km  | Johannes Lamparter                                                                 | Maximilian Pfordte                                                    | David Mach                                                                         |

## Klasyfikacja generalna
| M.  | Zawodnik           | Punkty |
| --- | ------------------ | ------ |
| 1.  | Johannes Lamparter | 638    |
| 2.  | Edgar Vallet       | 410    |
| 3.  | Simon Hüttel       | 407    |
| 4.  | Justin Moczarski   | 398    |
| 5.  | Florian Dagn       | 356    |
| 6.  | Manuel Einkemmer   | 271    |
| 7.  | Maximilian Pfordte | 270    |
| 8.  | Dominik Terzer     | 268    |
| 9.  | Mael Tyrode        | 258    |
| 10. | Nick Siegemund     | 250    |

| Lp. | Drużyna    | Punkty |
| --- | ---------- | ------ |
| 1.  | Austria    | 2881   |
| 2.  | Niemcy     | 2808   |
| 3.  | Francja    | 1216   |
| 4.  | Włochy     | 565    |
| 5.  | Czechy     | 429    |
| 6.  | Słowenia   | 402    |
| 7.  | Szwajcaria | 3      |